# 1. FC Kaiserslautern
1. Fußball-Club Kaiserslautern e. V., còn được biết đến với tên gọi 1.FCK, FCK, FC Kaiserslautern, K’lautern hoặc gọi ngắn gọn là Lautern, là một câu lạc bộ thể thao Đức có trụ sở tại thành phố Kaiserslautern, bang Rhineland-Palatinate. Ngoài bóng đá, câu lạc bộ còn hoạt động ở nhiều môn thể thao khác.
Là một thành viên sáng lập Bundesliga, FCK đã thi đấu liên tục tại giải đấu hàng đầu nước Đức từ năm 1963 đến năm 1996. Họ đã giành được 4 chức vô địch Bundesliga, 2 cúp DFB-Pokal và 1 DFL-Supercup, nằm trong số các câu lạc bộ bóng đá thành công nhất tại Đức. Trên đấu trường quốc tế, họ từng vào tứ kết UEFA Champions League mùa giải 1998–99 và 2 lần vào bán kết UEFA Cup. Chức vô địch Bundesliga đầu tiên trong kỷ nguyên Bundesliga đến vào mùa giải 1990–91. Kaiserslautern cũng tạo nên kỳ tích khi trở thành đội bóng duy nhất giành chức vô địch Bundesliga trong mùa giải 1997–98 ngay sau khi thăng hạng. Sau 6 năm ở giải hạng hai, vào năm 2018, họ xuống chơi tại 3. Liga lần đầu tiên trong lịch sử. Năm 2022, Kaiserslautern thăng hạng trở lại 2. Bundesliga sau khi thắng trận play-off thăng hạng.
Từ năm 1985, sân nhà của Kaiserslautern là Fritz-Walter-Stadion, được đặt theo tên Fritz Walter, đội trưởng của đội tuyển Tây Đức giành chức vô địch World Cup 1954 và Walter đã dành toàn bộ sự nghiệp cho Kaiserslautern. Trong giai đoạn này, Kaiserslautern đã đóng góp năm cầu thủ vào đội hình chính của đội tuyển quốc gia Tây Đức tham dự World Cup 1954, giải đấu mà Tây Đức lên ngôi vô địch trong trận chung kết được gọi là “Phép màu Bern”.

## Lịch sử

### Giai đoạn đầu đến Chiến tranh Thế giới II
Ngày 2 tháng 6 năm 1900, Germania 1896 và FG Kaiserslautern sáp nhập để tạo thành FC 1900. Năm 1909, câu lạc bộ tiếp tục hợp nhất với FC Palatia (thành lập năm 1901) và FC Bavaria (thành lập năm 1902) để trở thành FV 1900 Kaiserslautern. Đến năm 1929, họ sáp nhập với SV Phönix để trở thành FV Phönix-Kaiserslautern, trước khi mang tên hiện tại vào năm 1933.
Hai câu lạc bộ tiền thân của đội, FC Bavaria và FC 1900 Kaiserslautern, đã tham gia giải Westkreis-Liga (hạng I) khi giải đấu này được thành lập năm 1908, với FC 1900 Kaiserslautern giành chức vô địch đầu tiên. FV Kaiserslautern, tên mới sau sáp nhập, về nhì tại giải năm 1910 và 1912. Đội bóng thi đấu ở hạng cao nhất tại Kreisliga Saar năm 1919, Kreisliga Pfalz năm 1920 và Bezirksliga Rhein-Saar năm 1931. Trong suốt thập niên 1930, đội luân phiên thi đấu ở Bezirksliga và Gauliga Südwest, một trong 16 hạng đấu cao nhất được tổ chức lại dưới thời Đức Quốc xã.
Sau năm 1939, thành tích của câu lạc bộ được cải thiện, với chức vô địch Gauliga Südwest/Staffel Saarpfalz, nhưng họ để thua ở trận chung kết khu vực trước đội Kickers Offenbach. Mùa giải 1941–42, Gauliga Südwest được chia thành Gauliga Hessen-Nassau và Gauliga Westmark, nơi Kaiserslautern giành chức vô địch Westmark và lần đầu tiên lọt vào vòng chung kết quốc gia, nhưng thua 3–9 trước đội vô địch Schalke 04.

### Thời kỳ hậu chiến và thành công thập niên 1950
Sau chiến tranh, Tây Nam nước Đức thuộc vùng kiểm soát của Pháp. FCK bắt đầu chơi ở Oberliga Südwest từ năm 1945 và nhanh chóng khẳng định vị thế. Đây là thời kỳ bắt đầu sự thống trị của Kaiserslautern tại Oberliga Südwest khi họ giành chức vô địch giải đấu 11 lần trong 12 mùa giải tiếp theo. FCK tiến vào trận chung kết quốc gia đầu tiên sau chiến tranh năm 1948, nhưng để thua 1–2 trước 1. FC Nürnberg.
Kaiserslautern bắt đầu tham gia giải đấu cao nhất của nước Đức từ năm 1950 và nhanh chóng giành chức vô địch quốc gia đầu tiên vào năm 1951 và lần thứ hai vào năm 1953. Những năm tiếp theo đội bóng cũng về nhì vào các năm 1954 và 1955.

### Thời kỳ thành công tại Bundesliga

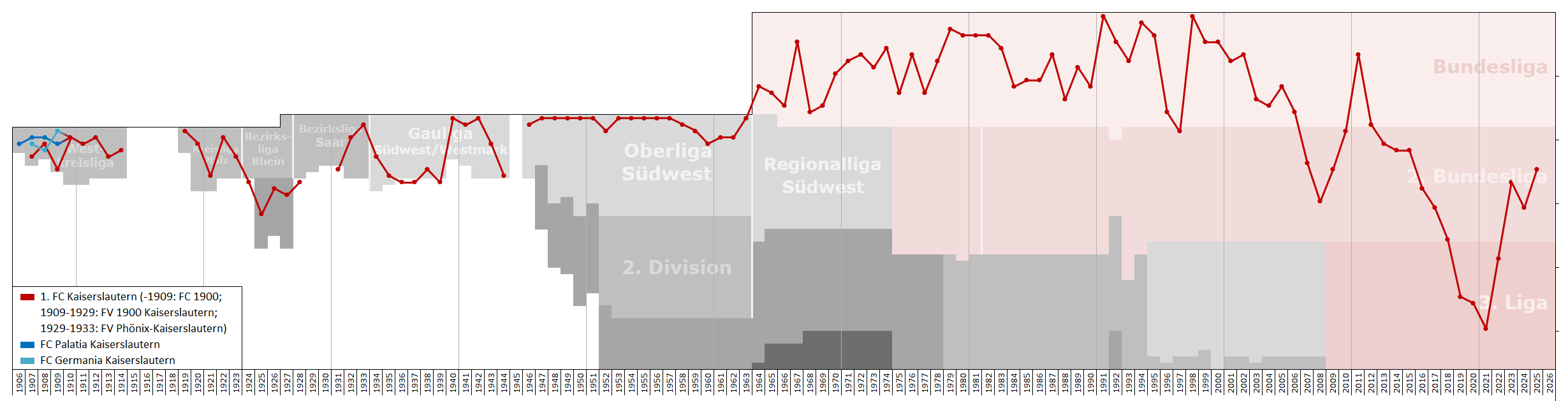
Biểu đồ thành tích của FCK tại giải vô địch quốc gia

Năm 1961, Kaiserslautern thua 0–2 trước Werder Bremen trong trận chung kết DFB-Pokal. Tuy nhiên, đội bóng đã lấy lại phong độ và giành chức vô địch giải đấu trước khi Bundesliga, giải đấu chuyên nghiệp mới của Đức, được thành lập vào năm 1963. Điều này giúp họ trở thành một trong 16 đội bóng đầu tiên tham gia Bundesliga. 
FCK về nhì tại cúp quốc gia vào các năm 1972, 1976 và 1981, và vào bán kết UEFA Cup năm 1982 (thua sít sao trước nhà vô địch IFK Göteborg). Cuối cùng, câu lạc bộ giành được cúp quốc gia vào năm 1990 và tiếp nối thành công này với chức vô địch Bundesliga đầu tiên vào mùa giải tiếp theo. Cả hai danh hiệu đều dưới sự dẫn dắt của HLV Karl-Heinz Feldkamp.
Mùa giải 1997–98, dưới sự dẫn dắt của HLV Otto Rehhagel, Kaiserslautern giành chức vô địch Bundesliga ngay sau khi thăng hạng, một kỳ tích chưa từng có.

## Những năm gần đây
Sau những khó khăn tài chính và phong độ đi xuống, FCK tụt xuống hạng ba vào năm 2018 nhưng đã trở lại 2. Bundesliga vào năm 2022. Mùa giải 2023–24, họ bất ngờ lọt vào chung kết DFB-Pokal lần đầu sau 21 năm nhưng để thua 0–1 trước Bayer Leverkusen.
Câu lạc bộ vẫn là biểu tượng của bóng đá Đức, được yêu mến nhờ lịch sử hào hùng và những đóng góp đáng kể cho nền bóng đá nước nhà.

## Sân vận động

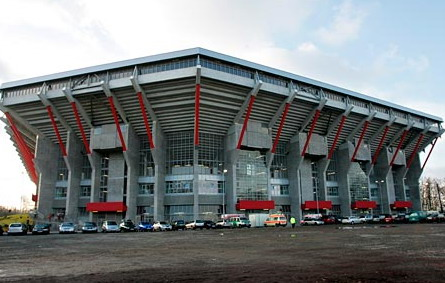
Sân vận động Fritz Walter

FCK thi đấu các trận sân nhà tại Fritz-Walter-Stadion, được xây dựng lần đầu vào năm 1920. Năm 1985, sân vận động và con đường liền kề được đặt tên theo cầu thủ đã đưa câu lạc bộ trở nên nổi tiếng sau Thế chiến II là Fritz Walter. Sân vận động được xây dựng trên Betzenberg, nghĩa đen là “Núi Betze”, một ngọn đồi sa thạch dốc.
Sân vận động có sức chứa 49.327 chỗ ngồi và là một trong những địa điểm tổ chức World Cup 2006, bao gồm bốn trận đấu vòng bảng và một trận ở vòng 16 đội. Cơ sở này đã trải qua một đợt cải tạo lớn cho giải đấu, với việc bổ sung các khán đài mới và mái che.

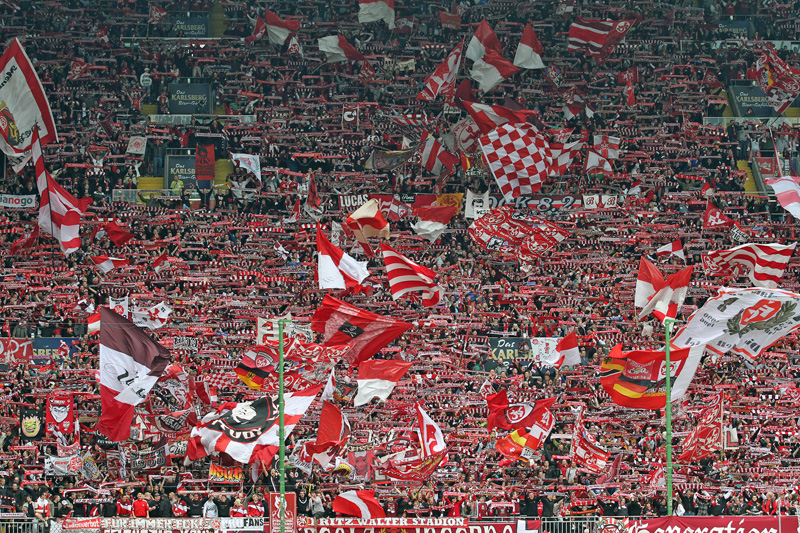
Khu vực khán đài "Westkurve"

Sân vận động Fritz-Walter-Stadion của Kaiserslautern từ lâu đã được coi là một địa điểm thi đấu sân khách đáng sợ, nhờ vào sự cuồng nhiệt mãnh liệt của người hâm mộ Kaiserslautern. Những cổ động viên trung thành nhất thường tập trung ở khu vực “Westkurve” (Khán đài phía Tây, nghĩa đen là “Đường cong phía Tây”, do khán đài trước đây có hình bán nguyệt sau khung thành). Đáng chú ý nhất là Bayern Munich từng để thua tại đây với tỷ số 7–4 trong một bầu không khí căng thẳng, dù đã dẫn trước 4–1 ở phút thứ 58.
Câu lạc bộ có mối quan hệ thân thiện với FC Metz, 1860 Munich, VfB Stuttgart, Werder Bremen và Kilmarnock của Scotland, đồng thời là đối thủ không đội trời chung với Waldhof Mannheim và Bayern Munich. Ngoài ra, họ còn có những mối kình địch ở mức độ thấp hơn với Eintracht Frankfurt và gần đây hơn với Mainz 05 và Karlsruher SC.

## Đội hình

### Danh sách đội hình
Tính đến 30 August 2024
Ghi chú: Quốc kỳ chỉ đội tuyển quốc gia được xác định rõ trong điều lệ tư cách FIFA. Các cầu thủ có thể giữ hơn một quốc tịch ngoài FIFA.
| Số | VT | Quốc gia | Cầu thủ                    |
| -- | -- | -------- | -------------------------- |
| 1  | TM | Đức      | Julian Krahl               |
| 2  | HV | Đức      | Boris Tomiak               |
| 3  | HV | Đức      | Florian Kleinhansl         |
| 6  | HV | Mali     | Almamy Touré               |
| 7  | TV | Đức      | Marlon Ritter (Đội trưởng) |
| 8  | TV | Đức      | Jean Zimmer                |
| 9  | TĐ | Đức      | Ragnar Ache                |
| 10 | TV | Đức      | Philipp Klement            |
| 11 | TV | Đức      | Kenny Prince Redondo       |
| 13 | HV | Đức      | Erik Wekesser              |
| 17 | TĐ | Đức      | Aaron Opoku                |
| 18 | TĐ | Đức      | Jannik Mause               |
| 19 | TĐ | Đức      | Daniel Hanslik             |
| 20 | TV | Đức      | Tobias Raschl              |
| 21 | TV | Đức      | Hendrick Zuck              |
| 22 | HV | Đức      | Mika Haas                  |

| Số | VT | Quốc gia             | Cầu thủ                       |
| -- | -- | -------------------- | ----------------------------- |
| 23 | TV | Nigeria              | Afeez Aremu                   |
| 24 | HV | Đức                  | Jannis Heuer                  |
| 26 | TV | Cộng hòa Séc         | Filip Kaloč                   |
| 27 | HV | Đức                  | Frank Ronstadt                |
| 28 | TM | Luxembourg           | Fabian Heck                   |
| 29 | TĐ | Đức                  | Richmond Tachie               |
| 30 | TM | Bosna và Hercegovina | Avdo Spahić                   |
| 31 | HV | Đức                  | Luca Sirch                    |
| 32 | HV | Đức                  | Jan Gyamerah                  |
| 33 | HV | Thụy Sĩ              | Jan Elvedi                    |
| 34 | TV | Đức                  | Shawn Blum                    |
| 37 | HV | Đức                  | Leon Robinson                 |
| 40 | TĐ | Nigeria              | Dickson Abiama                |
| 41 | TĐ | Nhật Bản             | Daisuke Yokota (mượn từ Gent) |
| —  | HV | Đức                  | Neal Gibs                     |
| —  | TĐ | Đức                  | Angelos Stavridis             |

## Đội ngũ huấn luyện
| Chức vụ          | Tên              |
| ---------------- | ---------------- |
| Head Coach       | Markus Anfang    |
| Assistant Coach  | Florian Junge    |
| Goalkeeper Coach | Andreas Clauß    |
| Rehab Coach      | Fabian Kobel     |
| Athletic Coach   | Oliver Schäfer   |
| Team Doctor      | Harald Dinges    |
| Team Doctor      | Pablo Gauna      |
| Team Doctor      | Claudia Thaler   |
| Physiotherapist  | Frank Sänger     |
| Physiotherapist  | Norman Schild    |
| Physiotherapist  | Ricardo Bernardy |
| Kit Man          | Peter Miethe     |
| Team Manager     | Florian Dick     |

## Cầu thủ nổi tiếng
| - Ernest Wilimowski - Werner Baßler - Willi Wenzel - Erwin Scheffler - Werner Kohlmeyer - Fritz Walter - Ottmar Walter - Werner Liebrich - Horst Eckel - Willi Hölz - Karl Schmidt - Dietmar Schwager - Ernst Diehl - Reiner Geye - Josef Pirrung - Klaus Toppmöller - Hans Bongartz - Michael Dusek - Werner Melzer | - Hans-Peter Briegel - Jürgen Groh - Friedhelm Funkel - Gerry Ehrmann - Thomas Allofs - Andreas Brehme - Mario Basler - Carsten Jancker - Olaf Marschall - Stefan Kuntz - Andreas Reinke - Axel Roos - Martin Wagner - Marco Haber - Wolfram Wuttke - Ingo Hertzsch - Michael Ballack - Tim Wiese - Miroslav Klose | - Roland Sandberg - Ronnie Hellström - Torbjörn Nilsson - Jan Eriksson - Jörgen Pettersson - Miroslav Kadlec - Pavel Kuka - Vratislav Lokvenc - Michael Schjønberg - Bjarne Goldbæk - Ciriaco Sforza - Youri Djorkaeff - Lincoln - Hany Ramzy - Demir Hotic | - Thomas Dooley - Tamás Hajnal - Halil Altıntop - Marian Hristov - Kostas Fortounis - Jeff Strasser |  |

## Danh hiệu
| - Vô địch nước Đức / Bundesliga - Vô địch: 1951, 1953, 1990–91, 1997–98 - Về nhì: 1948, 1954, 1955, 1993–94 - 2. Bundesliga - Vô địch: 1996–97, 2009–10 - DFB-Pokal - Vô địch: 1989–90, 1995–96 - Về nhì: 1960–61, 1971–72, 1975–76, 1980–81, 2002–03, 2023–24 - DFB-Supercup - Vô địch: 1991 | - Oberliga Südwest - Vô địch (11): 1946–47, 1947–48, 1948–49, 1949–50, 1950–51, 1952–53, 1953–54, 1954–55, 1955–56, 1956–57, 1962–63 - Về nhì: 1945–46, 1957–58 - Gauliga Westmark - Vô địch: 1941–42 - Westkreis-Liga - Vô địch: 1908–09 - Về nhì: 1909–10, 1911–12 - Southwestern Cup - Vô địch: 2018–19,2019–20 - Giải vô địch Đức dưới 19 tuổi - Vô địch: 1991–92 - Về nhì: 1983–84, 1990–91, 1992–93, 2010–11 - Giải vô địch Đức dưới 17 tuổi - Vô địch: 1982–83 - Về nhì: 1991–92 |

## Các môn thể thao khác
FCK cũng có các bộ môn thể thao khác bao gồm điền kinh, bóng rổ, quyền anh, bóng ném, headis, khúc côn cầu, chạy bộ và ba môn phối hợp.

### Bóng rổ
Bộ môn bóng rổ được thành lập vào năm 1952. Đội tuyển cấp cao đã thi đấu ở giải hạng hai bóng rổ Đức từ năm 2002 đến 2007. Trong mùa giải 2014–15, cả đội nam và nữ đều thi đấu ở giải hạng tư.

### Quyền anh
Bộ môn quyền anh tồn tại từ thời FV Kaiserslautern. Những vận động viên nổi bật nhất bao gồm Emil Schulz, huy chương bạc tại Thế vận hội mùa hè năm 1964; Reiner Gies, huy chương đồng tại Thế vận hội mùa hè năm 1988; và Karl Mildenberger, trước khi trở thành nhà vô địch hạng nặng châu Âu chuyên nghiệp.

### Các bộ môn từng có

#### Bóng rổ xe lăn
Đội bóng rổ xe lăn FCK Rolling Devils được thành lập vào năm 2009, ban đầu là một phần của bộ môn bóng rổ và trở thành một bộ môn riêng biệt vào năm 2013. Từ năm 2014, Rolling Devils đã thi đấu tại giải hạng nhất bóng rổ xe lăn Đức.
Tháng 7 năm 2015, Rolling Devils được tách ra thành một câu lạc bộ độc lập với 1. FC Kaiserslautern là nhà tài trợ tên gọi. Bộ môn bóng rổ xe lăn của FCK sau đó đã bị giải thể tại cuộc họp thường niên của 1. FC Kaiserslautern vào tháng 12 năm 2015.